# William P. Gottlieb

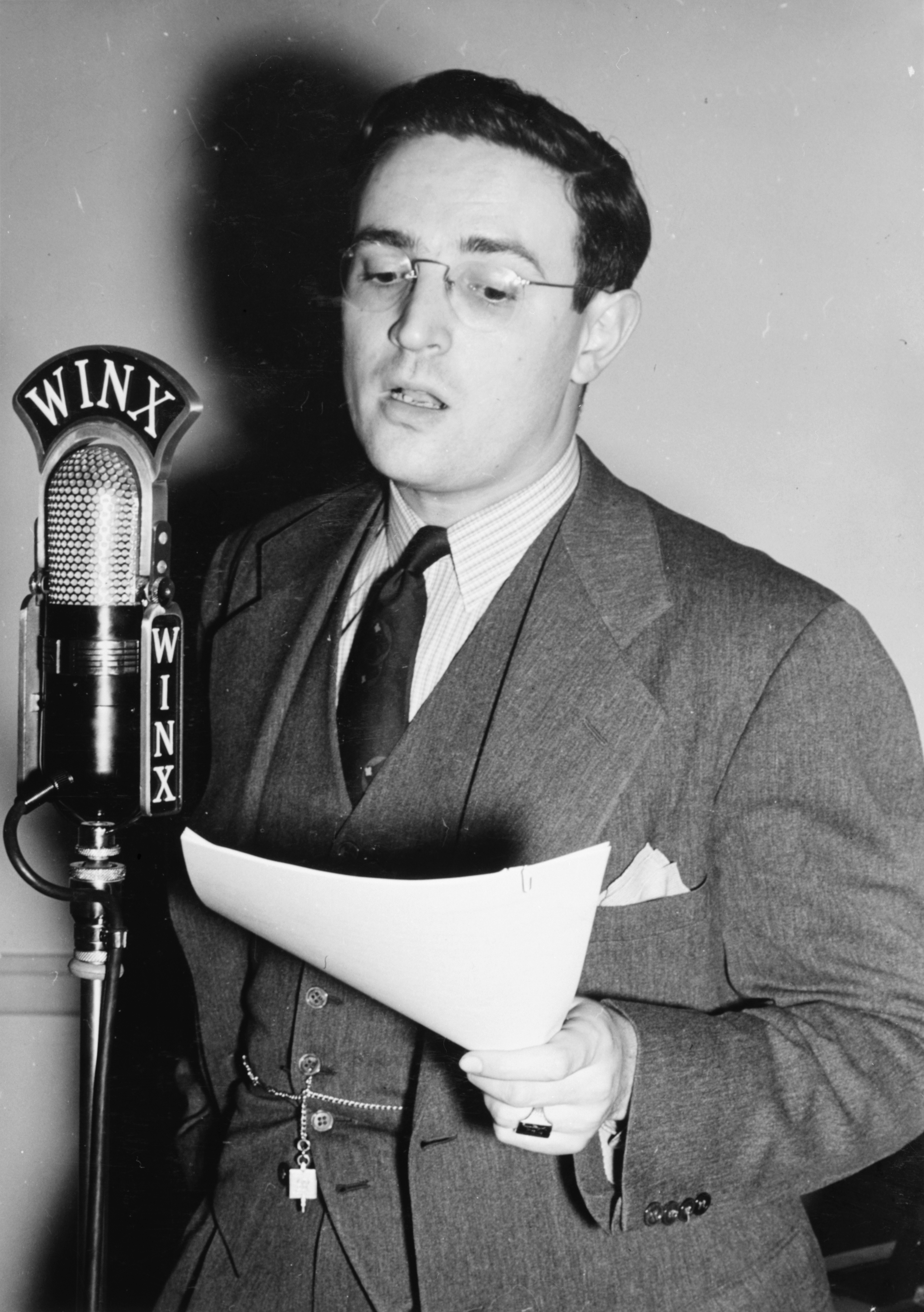
Gottlieb beim Radiosender WINX, Washington, D.C., Foto von Delia Potofsky Gottlieb, um 1940

William Paul Gottlieb (* 28. Januar 1917 in Brooklyn, New York; † 23. April 2006 in Great Neck, New York) war ein US-amerikanischer Fotograf, Musikjournalist und Schriftsteller. Er wurde bekannt durch seine Aufnahmen von Jazzmusikern.

## Biografie

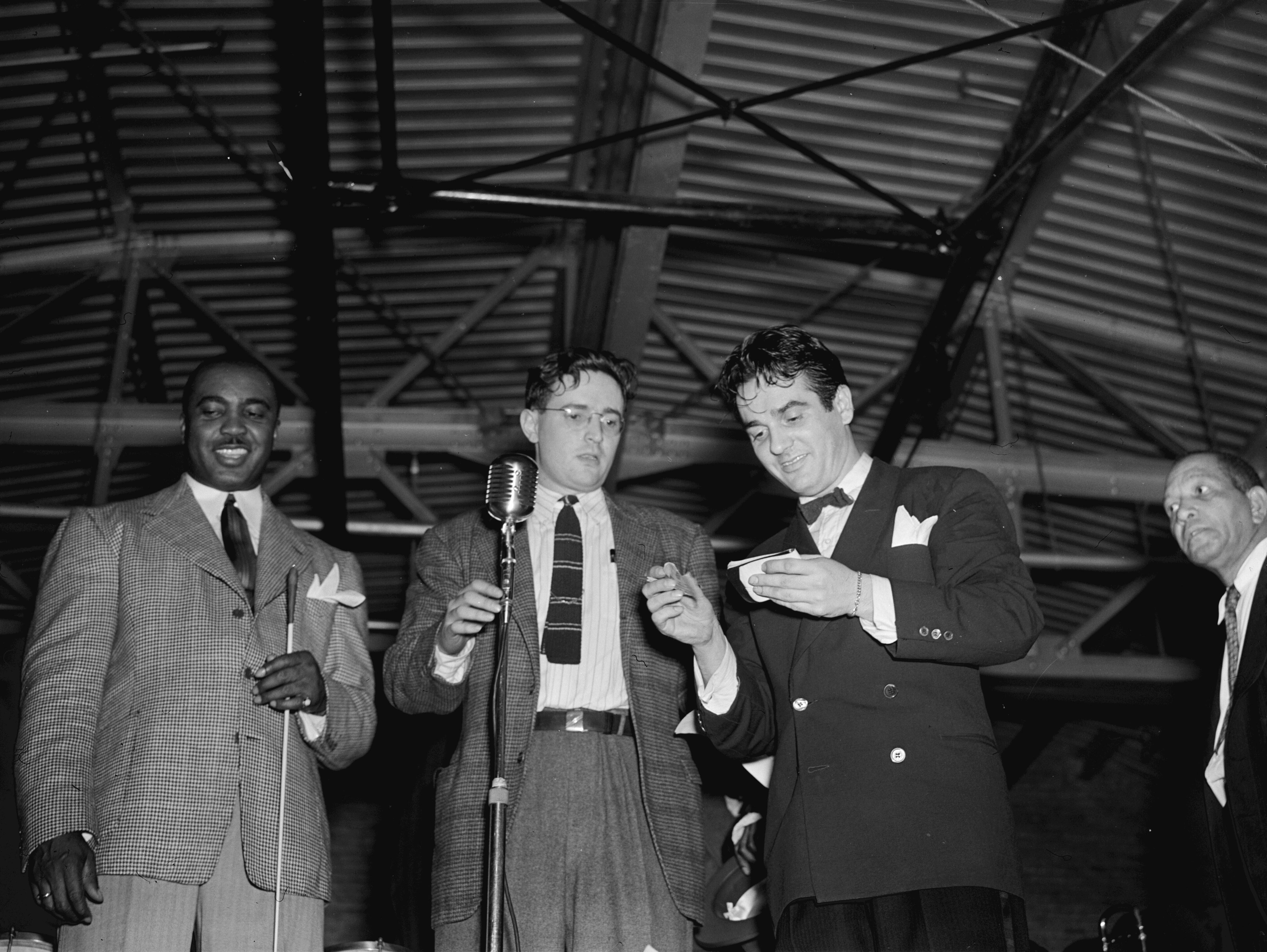
Jimmie Lunceford, William Gottlieb, Gene Krupa, um 1940

Gottlieb prägte in seiner nur kurzen Schaffensperiode von 1939 bis 1948, in der ‚goldenen Zeit‘ des Swing und der Entstehung des Bebop, mit seinen Fotos die visuelle Ästhetik des Jazz. Er arbeitete zunächst ab 1938 für die Washington Post (in der er eine wöchentliche Jazz-Kolumne hatte), und in den 1940er Jahren für die Zeitschrift Down Beat, für die er ebenfalls nicht nur Fotos beisteuerte, sondern auch schrieb. Neben Down Beat schrieb er für Record Changer, Saturday Review und Collier's Magazine. Zu seinen bekanntesten Aufnahmen zählen unter anderem Porträts von Ella Fitzgerald, Billie Holiday und Charlie Parker. Nach 1948 arbeitete Gottlieb als Filmautor und -produzent für Schulfilme. Daneben veröffentlichte er zahlreiche Bücher, unter anderem Kinderbücher. William Paul Gottlieb verstarb im April 2006 in  Great Neck, New York im Alter von 89 Jahren.
Gottliebs Wunsch war es, dass seine Aufnahmen in der Sammlung der Library of Congress der Öffentlichkeit als Public Domain zur Verfügung gestellt werden, was die Library of Congress am 16. Februar 2010 umsetzte.

## Bilder

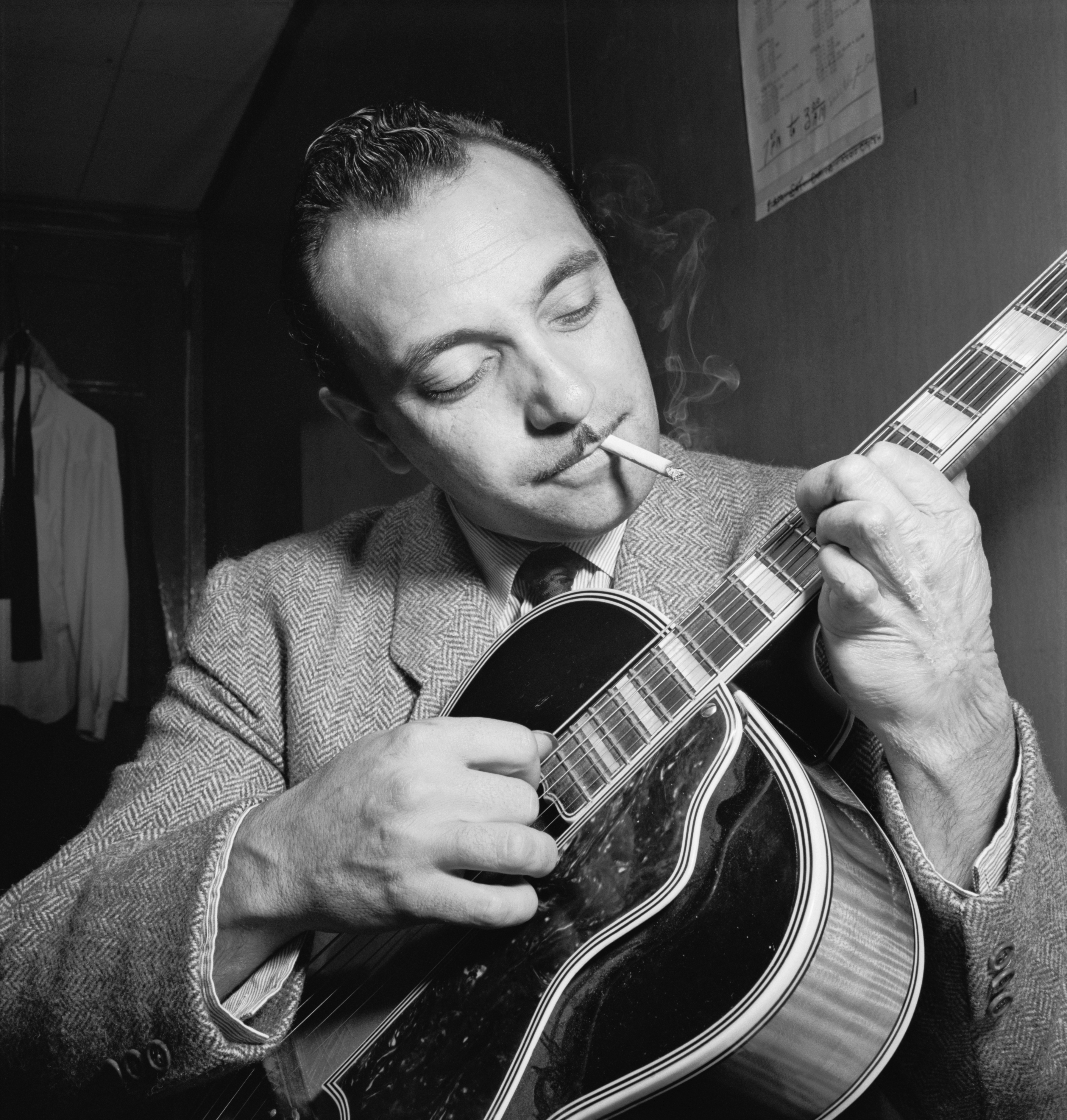
Django Reinhardt bei einem Auftritt im New Yorker Jazzclub Aquarium, ca. November 1946
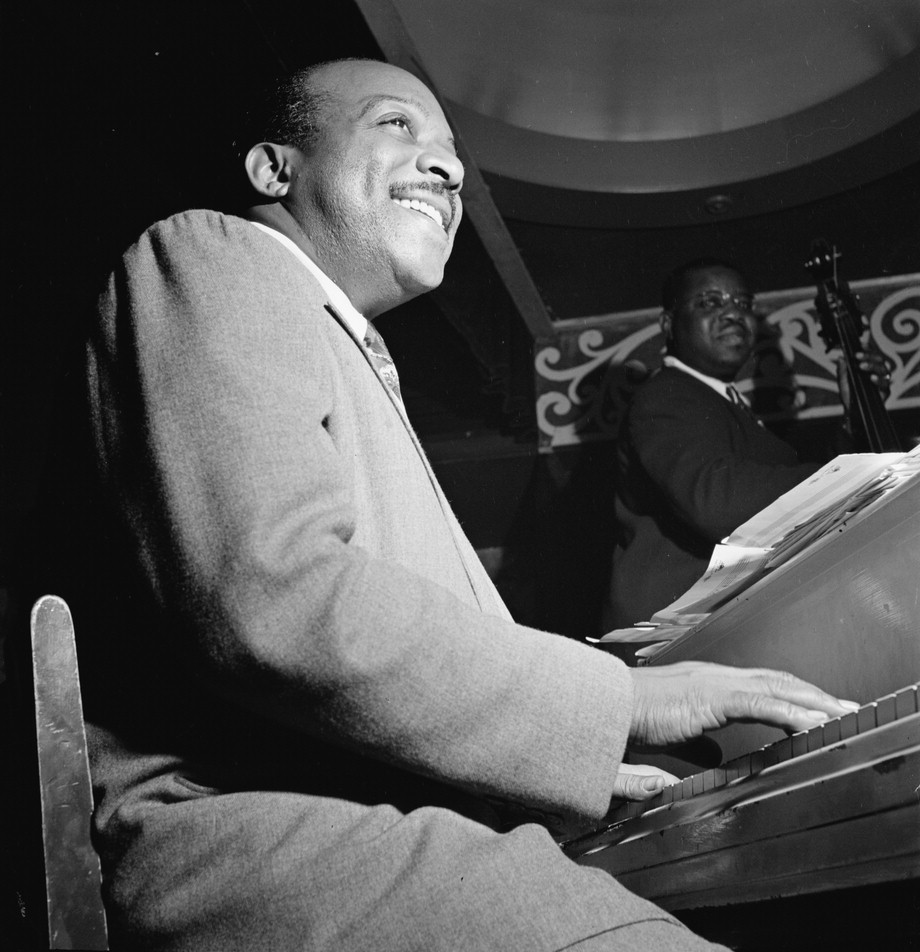
Count Basie bei einem Auftritt im New Yorker Jazzclub Aquarium, ca. 1947
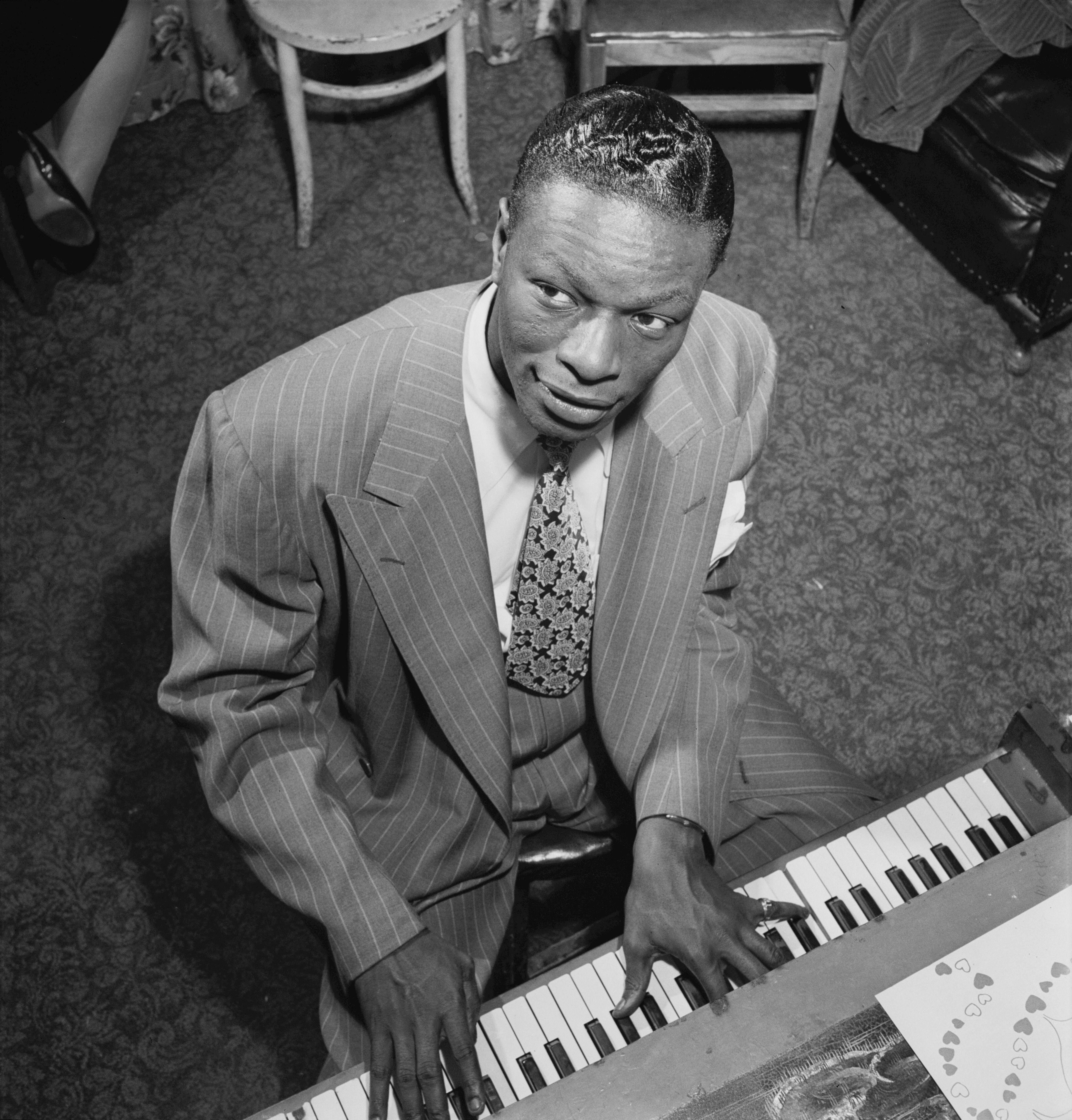
Nat King Cole, 1947
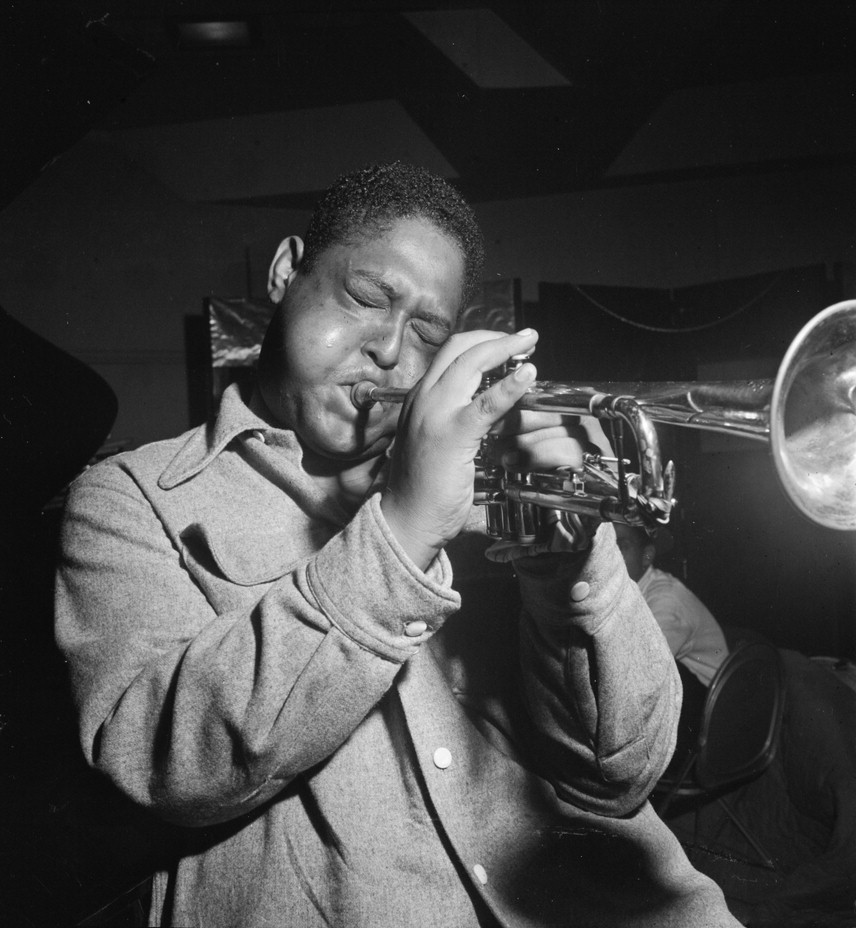
Fats Navarro, um 1947
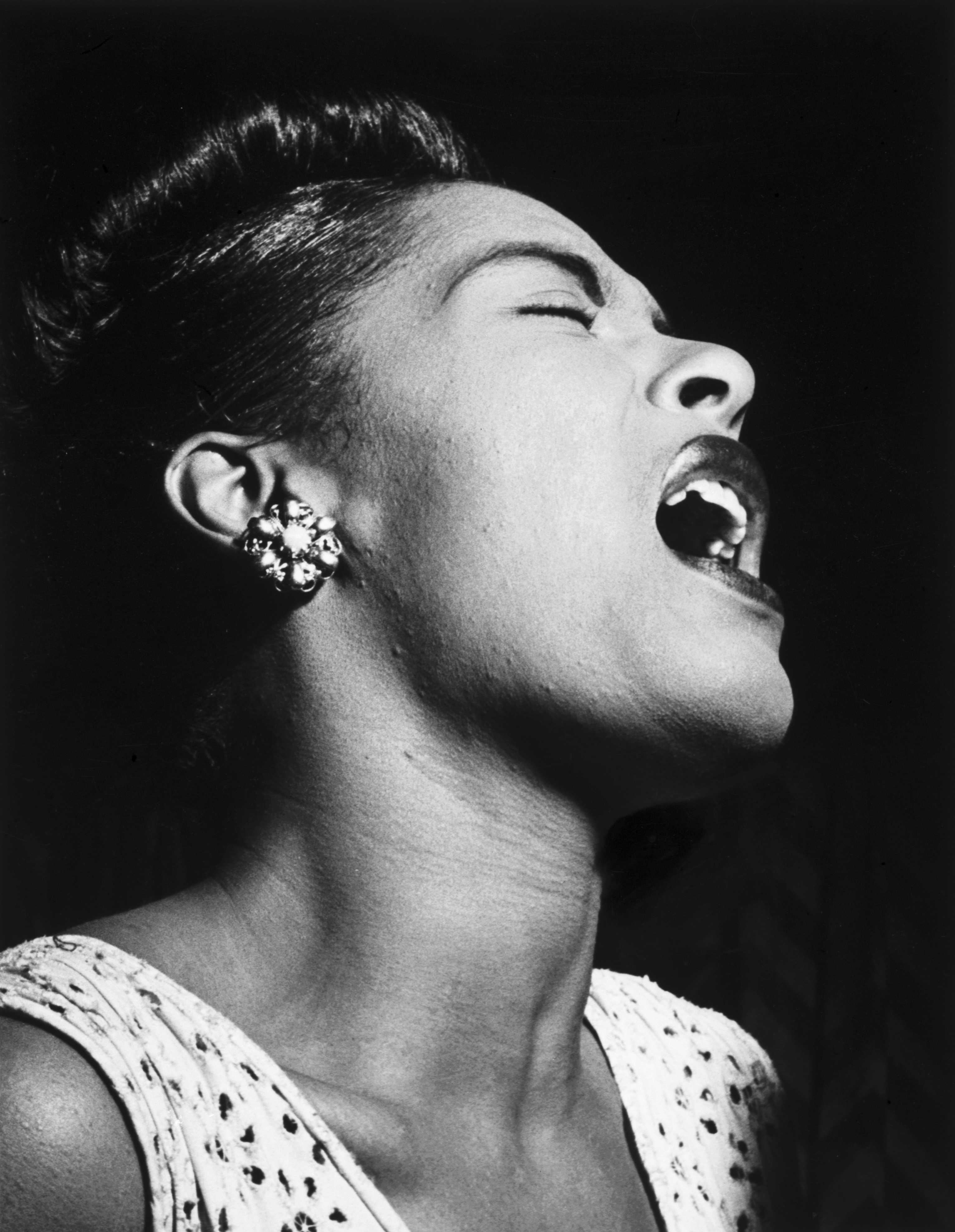
Billie Holiday, 1947
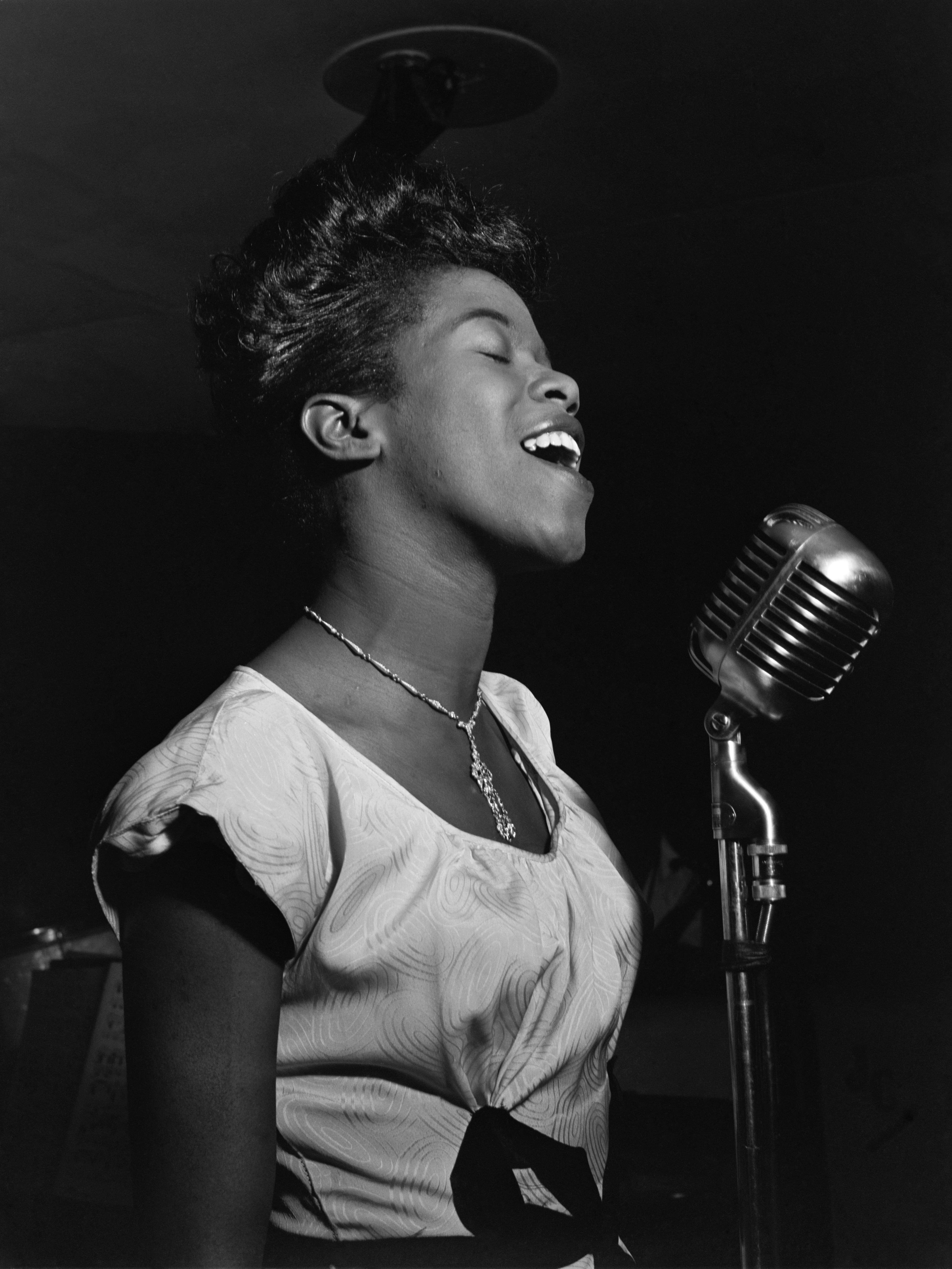
Sarah Vaughan, 1946
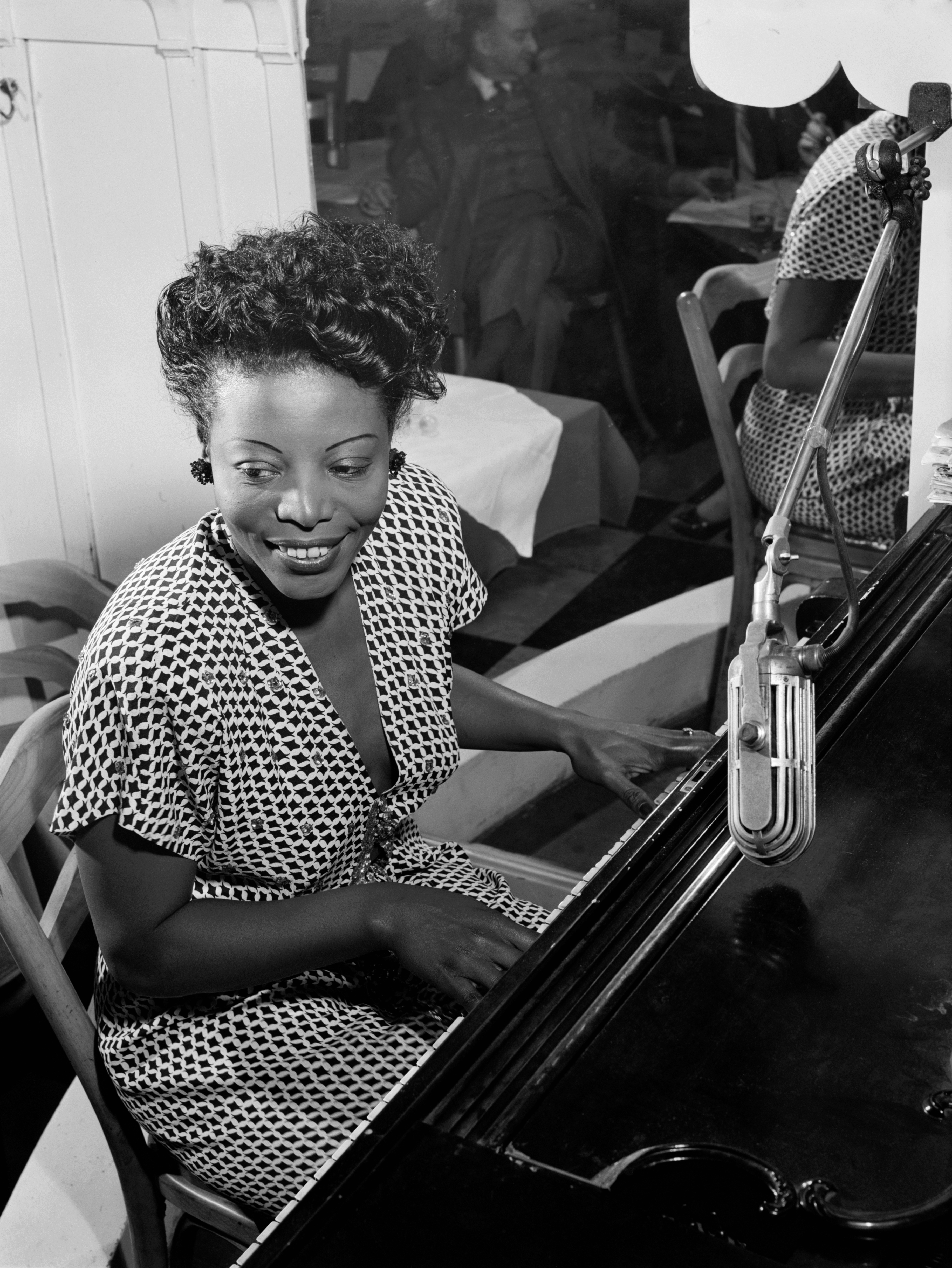
Mary Lou Williams, 1946
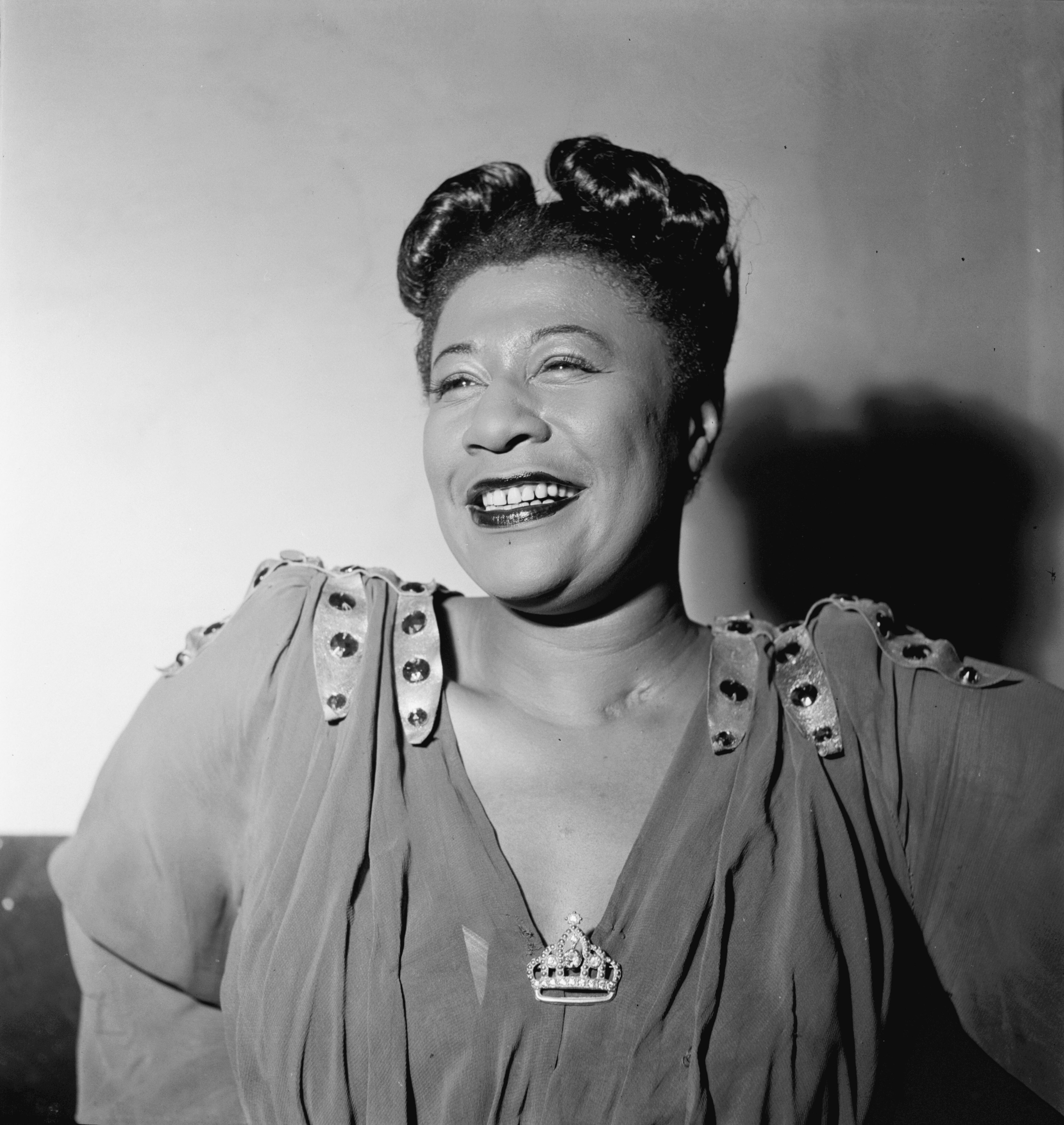
Ella Fitzgerald, 1946